# Ghneiwa
Ghneiwa, ou Ghaniwa, rebaptisé ensuite Autorité de soutien à la stabilité (SSA), est un groupe armé libyen, actif lors de la deuxième guerre civile libyenne.

## Histoire
Ghneiwa est une milice active à Tripoli, dans le quartier d'Abou Salim,. 
Elle est dirigée par Abdel Ghani al-Kikli,,. Le groupe n'a pas d'idéologie particulière. En 2018, il prend part à la bataille de Tripoli. En 2019, il compte 800 hommes.
Le chef de la milice, Abdel Ghani al-Kikli, est tué le 12 mai 2025 à Tripoli. Celui-ci serait tombé dans un guet-apens alors qu'il était venu assister à une médiation organisée dans une caserne de la 444e brigade de l'armée libyenne, ralliée au gouvernement d’union nationale. Sa mort provoque des affrontements dans la capitale qui font six à huit morts entre le 12 et le 15 mai et qui se terminent à l'avantage du Premier ministre Abdel Hamid Dbeibah qui renforce sa mainmise sur la ville et l'ouest de la Libye. Les territoires de la SSA sont ensuite partagés entre les autres acteurs sécuritaires.